# Penelope Lively
Penelope Lively (ur. 17 marca 1933 w Kairze) – brytyjska pisarka, zdobywczyni Booker Prize w 1987 roku za Moon Tiger. Absolwentka St Anne’s College w Oksfordzie.
Początkowo pisała książki dla dzieci. W Polsce wydano cztery jej powieści.

## Twórczość

### Książki dla dzieci
- Astercote (1970)
- The Whispering Knights (1971)
- The Wild Hunt of Hagworthy (1971)
- The Driftway (1972)
- The Ghost of Thomas Kempe (1973) – Carnegie Medal
- The House in Norham Gardens (1974)
- Going Back (1975)
- Boy Without a Name (1975)
- A Stitch in Time (1976) – Whitbread Children's Book Award
- The Stained Glass Window (1976)
- Fanny's Sister (1976)
- The Voyage of QV66 (1978)
- Fanny and the Monsters (1978)
- Fanny and the Battle of Potter's Piece (1980)
- The Revenge of Samuel Stokes (1981)
- Uninvited Ghosts and other stories (1984)
- Dragon Trouble (1984)
- Debbie and the Little Devil (1987)
- Dom od podszewki (A House Inside Out, 1987; wyd. pol. Topos, 1995)
- Princess by Mistake (1993)
- Judy and the Martian (1993)
- The Cat, the Crow and the Banyan Tree (1994)
- Good Night, Sleep Tight (1995)
- Two Bears and Joe (1995)
- Staying with Grandpa (1995)
- A Martian Comes to Stay (1995)
- The Disastrous Dog (1995)
- Ghostly Guests (1997)
- One, Two, Three ... Jump! (1998)
- Dragon Trouble (1999)
- In Search of a Homeland: The Story of The Aeneid (2001)

### Proza dla dorosłych
- Droga do Lichfield (The Road to Lichfield, 1977; wyd. pol. Państwowy Instytut Wydawniczy, 1990) – finalista Booker Prize
- Nothing Missing but the Samovar, and other stories (1978) – Southern Arts Literature Prize
- Treasures of Time (1979) – Arts Council of Great Britain National Book Award
- Judgment Day (1980)
- Next to Nature, Art (1982)
- Perfect Happiness (1983)
- Corruption, and other stories (1984)
- According to Mark (1984) – finalista Booker Prize
- Pack of Cards, collected short stories 1978–1986 (1986)
- Moon Tiger (1987) – The Man Booker Prize for Fiction;  – finalista Whitbread Award
- Passing On (1989)
- City of the Mind (1991)
- Cleopatra's Sister (1993)
- Fala upału (Heat Wave, 1996; wyd. pol. Świat Książki, 2000)
- Beyond the Blue Mountains (1997)
- Spiderweb (1998)
- Fotografia (The Photograph, 2003; wyd. pol. Wydawnictwo Rebis, 2005)
- Making it up (2005)
- Consequences (2007)
- Family Album (2009) – finalista Costa Book Awards
- How It All Began (2011)
- The Purple Swamp Hen and Other stories (2017)

### Nonfiction
- The Presence of the Past: An introduction to landscape history (1976)
- Oleander, Jacaranda: a Childhood Perceived (1994), autobiografia
- A House Unlocked (2001), autobiografia
- Ammonites and Leaping Fish (2013), wspomnienia
- Life in the Garden (2018), wspomnienia